# Piesacus magnus
Piesacus magnus är en skalbaggsart som beskrevs av Maria Helena M. Galileo 1987. Piesacus magnus ingår i släktet Piesacus och familjen långhorningar. Inga underarter finns listade i Catalogue of Life.